# Eleccions al Consell General d'Aran de 2023
Les eleccions al Consell General d'Aran de 2023 se celebraren el 28 de maig del 2023, coincidint amb les eleccions municipals. Van servir per a elegir els 13 membres del Consell General, la composició política del qual no va variar.

## Sistema electoral
D'acord amb la Llei orgànica del règim electoral general i la Llei del règim especial d'Aran, les eleccions al Consell General se celebren mitjançant sufragi universal i llistes tancades. Per al repartiment dels escons, se segueix la regla D'Hondt amb un llindar electoral del 5% dels vots vàlids per circumscripció electoral. A efectes electorals, la Vall d'Aran queda dividida en sis circumscripcions que es corresponen amb els sis terçons tradicionals: Marcatosa i Lairissa elegeixen un conseller cadascun; Pujòlo i Arties e Garòs, dos; Quate Lòcs, tres, i Castièro, quatre.

## Resultats
| Eleccions al Consell General d'Aran, 28 de maig de 2023 |                                                                       |                      |                 |          |            |                 |  |
|                                                         |                                                                       |                      |                 |          |            |                 |  |
| Llista electoral                                        | Llista electoral                                                      | Cap de llista        | Vots            | Vots     | Consellers | Consellers      |  |
| Llista electoral                                        | Llista electoral                                                      | Cap de llista        | Vots (sufragis) | Vots (%) | Consellers | Dif. consellers |  |
|                                                         | Unitat d'Aran-PSC (UA-PSC)                                            | Maria Vergès         | 2.279           | 49,05    | 9          | = 0             |  |
|                                                         | Convergència Democràtica Aranesa-Partit Nacionalista Aranès (CDA-PNA) | Ròsa Maria Salgueiro | 1.626           | 34,99    | 4          | = 0             |  |
|                                                         | Aran Amassa-Acord Municipal                                           | Ruth Barella         | 498             | 10,71    | 0          | = 0             |  |
|                                                         | Partit Renovador d'Arties e Garòs (PRAG)                              | José Antonio Bruna   | 91              | 1,95     | 0          | = 0             |  |
| Cens electoral                                          | Cens electoral                                                        | Cens electoral       |                 | 100%     |            |                 |  |
| Participació                                            | Participació                                                          | Participació         |                 | 63,87%   |            |                 |  |
| Vots vàlids                                             |                                                                       |                      |                 |          |            |                 |  |
| Vots a candidatures                                     | Vots a candidatures                                                   | Vots a candidatures  | 4.494           |          |            |                 |  |
| Vots en blanc                                           |                                                                       |                      |                 |          |            |                 |  |
| Vots nuls                                               |                                                                       |                      |                 |          |            |                 |  |
| Abstenció                                               |                                                                       |                      |                 |          |            |                 |  |

### Resultats per terçó[3]
| Terçó            |   |   |   | PRAG | Total consellers |
| ---------------- | - | - | - | ---- | ---------------- |
| Arties e Garòs   | 1 | 1 | 0 | 0    | 2                |
| Castièro         | 3 | 1 | 0 |      | 4                |
| Lairissa         | 1 | 0 |   |      | 1                |
| Marcatosa        | 1 | 0 | 0 |      | 1                |
| Pujòlo           | 1 | 1 | 0 |      | 2                |
| Quate Lòcs       | 2 | 1 | 0 |      | 3                |
| Total consellers | 9 | 4 | 0 | 0    | 13               |

| Terçó                 |       |       |       | PRAG  |
| --------------------- | ----- | ----- | ----- | ----- |
| Arties e Garòs        | 24,88 | 39,14 | 8,58  | 24,40 |
| Castièro              | 58,0  | 30,44 | 11,55 |       |
| Lairissa              | 62,84 | 37,16 |       |       |
| Marcatosa             | 47,27 | 41,04 | 11,69 |       |
| Pujòlo                | 34,23 | 53,94 | 11,83 |       |
| Quate Lòcs            | 54,59 | 31,88 | 13,53 |       |
| Total percentatge vot | 49,05 | 34,99 | 10,71 | 1,95  |